# A fuerza de arrastrarse
A fuerza de arrastrarse és una pel·lícula muda i en blanc i negre (existeixen còpies acolorides) dirigida per José Buchs Echeandia amb participació espanyola basada en l'obra teatral homònima de José Echegaray i estrenada a València el juliol de 1924, rodada a El Escorial, Madrid.
L'argument recrea el pròleg i els tres actes de l'obra teatral.

## Sinopsi
L'arribista Plácido trama un pla per conquistar la filla d'un marquès, però malgrat els seus esforços i concessions no aconsegueix la felicitat.

## Repartiment
- Amalia de Isaura: Josefina
- Antonio Martiáñez: Javier
- Rafael Nieto: Claudio Maltrana
- José Montenegro: Marqués de Retamosa
- Pura de Benito: Blanca
- José Romeu: Plácido Medrano
- Modesto Rivas: Tomás
- Arturo de la Riva:Basilio